# Morris County (Texas)
Morris County je okres ve státě Texas v USA. K roku 2010 zde žilo 12 934 obyvatel. Správním městem okresu je Daingerfield. Celková rozloha okresu činí 671 km².